# Campeonato Profesional 1963
Il Campeonato Profesional 1963 fu la 16ª edizione della massima serie del campionato colombiano di calcio, e fu vinta dal Millonarios.

## Avvenimenti
Torna a disputare il campionato l'Unión Magdalena, che porta il numero di squadre da 12 a 13. La formula del torneo è la stessa dell'anno precedente; i quattro turni (due di andata e due di ritorno) portano ciascuna formazione a giocare 48 partite; il Millonarios vinse il titolo per l'ottava volta, la terza consecutiva.

## Partecipanti
- América de Cali
- Atlético Bucaramanga
- Atlético Nacional
- Cúcuta Deportivo
- Deportes Quindío
- Deportes Tolima
- Deportivo Cali
- Deportivo Pereira
- Independiente Medellín
- Millonarios
- Once Caldas
- Santa Fe
- Unión Magdalena

## Classifica finale
|                     | Pos. | Squadra                | Pt | G  | V  | N  | P  | GF  | GS  | DR  |
| ------------------- | ---- | ---------------------- | -- | -- | -- | -- | -- | --- | --- | --- |
| Colombia (bandiera) | 1.   | Millonarios            | 63 | 48 | 27 | 9  | 12 | 102 | 61  | 41  |
|                     | 2.   | Santa Fe               | 61 | 48 | 24 | 13 | 11 | 112 | 81  | 31  |
|                     | 3.   | Deportivo Cali         | 60 | 48 | 23 | 14 | 11 | 77  | 59  | 18  |
|                     | 4.   | Cúcuta Deportivo       | 55 | 48 | 21 | 13 | 14 | 95  | 68  | 27  |
|                     | 5.   | Once Caldas            | 54 | 48 | 21 | 12 | 15 | 95  | 96  | -1  |
|                     | 6.   | Deportivo Pereira      | 50 | 48 | 19 | 12 | 17 | 96  | 77  | 19  |
|                     | 7.   | Independiente Medellín | 50 | 48 | 18 | 14 | 16 | 73  | 66  | 7   |
|                     | 8.   | América de Cali        | 48 | 48 | 14 | 20 | 14 | 73  | 68  | 5   |
|                     | 9.   | Deportes Quindío       | 46 | 48 | 16 | 14 | 18 | 63  | 75  | -12 |
|                     | 10.  | Atlético Bucaramanga   | 41 | 48 | 14 | 13 | 21 | 68  | 80  | -12 |
|                     | 11.  | Atlético Nacional      | 40 | 48 | 15 | 10 | 23 | 79  | 101 | -22 |
|                     | 12.  | Unión Magdalena        | 28 | 48 | 10 | 8  | 30 | 68  | 121 | -53 |
|                     | 13.  | Deportes Tolima        | 28 | 48 | 8  | 12 | 28 | 61  | 109 | -48 |

Legenda:
         Campione di Colombia 1963 e qualificato alla Coppa Libertadores 1964
Note:
Due punti a vittoria, uno a pareggio, zero a sconfitta.

## Statistiche

### Primati stagionali
Record
- Maggior numero di vittorie: Millonarios (27)
- Minor numero di sconfitte: Santa Fe, Deportivo Cali (11)
- Miglior attacco: Santa Fe (112 reti fatte)
- Miglior difesa: Deportivo Cali (59 reti subite)
- Miglior differenza reti: Millonarios (+41)
- Maggior numero di pareggi: América (20)
- Minor numero di vittorie: Deportes Tolima (8)
- Maggior numero di sconfitte: Unión Magdalena (30)
- Peggiore attacco: Deportes Tolima (61 reti fatte)
- Peggior difesa: Unión Magdalena (121 reti subite)
- Peggior differenza reti: Unión Magdalena (-53)
- Partita con più reti: Santa Fe-Deportes Tolima 8-5

### Classifica marcatori
| Gol |  |  | Giocatore       | Squadra              |
| --- |  |  | --------------- | -------------------- |
| 36  |  |  | Omar Devanni    | Atlético Bucaramanga |
| 36  |  |  | José Verdún     | Cúcuta Deportivo     |
| 30  |  |  | Oswaldo Galarza | Once Caldas          |
| 28  |  |  | Antonio Rada    | Deportivo Pereira    |
| 26  |  |  | Pepillo         | Santa Fe             |
| 23  |  |  | Alberto Perazzo | Santa Fe             |
| 22  |  |  | René Olaza      | Cúcuta Deportivo     |
| 22  |  |  | Rubén Pizarro   | América de Cali      |
| 21  |  |  | Juan Vairo      | Deportes Quindío     |
| 19  |  |  | Miguel Resnik   | Once Caldas          |